# 莫罗佐夫家族 (波雅尔)
莫罗佐夫家族（俄語：Моро́зовы）是彼得大帝時代之前的一个波雅尔家族，他們是诺夫哥罗德米哈伊尔·普鲁沙宁的后裔，米哈伊尔·普鲁沙宁的六世孫伊万·谢苗诺维奇（与谢苗一世為同时代人物）是莫罗佐夫家族的始祖。